# Citharexylum lucidum
Citharexylum lucidum là một loài thực vật có hoa trong họ Cỏ roi ngựa. Loài này được Cham. & Schltdl. mô tả khoa học đầu tiên năm 1830.